# Antonio Tosti

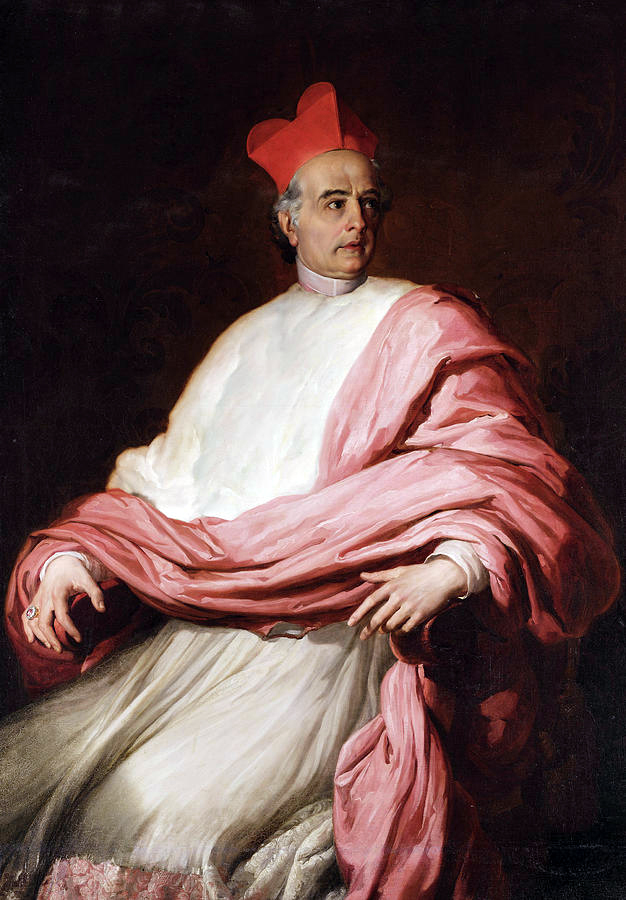
Antonio Kardinal Tosti, porträtiert von Francesco Coghetti

Antonio Tosti (* 4. Oktober 1776 in Rom; † 20. März 1866 ebenda) war ein italienischer Kurienkardinal.

## Leben
Der Sohn von Tommaso Tosti studierte am Collegio Romano Zivil- und Kirchenrecht und erhielt danach das Sakrament der Priesterweihe. Kardinal Joachim-Jean-Xavier d’Isoard ernannte Tosti zu seinem Aiutante di Studio. Papst Pius VII. schickte Tosti 1822 nach Turin. Als er Ende 1828 zurückkehrte, arbeitete er an der Apostolischen Kammer und bekam 1829 von Leo XII. den Titel eines päpstlichen Hausprälaten verliehen. Unter Pius VIII. wurde er im Juni 1829 Konsultor der Ritenkongregation. Von 1830 bis 1839 war er Präsident des Krankenhauses San Michele a Ripa Grande in Rom.
Sein Ruf als Finanzexperte brachte Tosti einen Aufstieg an der Kurie ein. 1834 wurde er päpstlicher Generalschatzmeister, am 12. Februar 1838 wurde er von Papst Gregor XVI. in pectore ins Kardinalskollegium aufgenommen. Am 18. Februar 1839 wurde Tostis Kreierung bekanntgegeben und er zum Kardinalpriester von San Pietro in Montorio ernannt. Trotz seiner Erfahrung als Finanzverwalter konnte er nicht verhindern, dass die Ausgaben des Papstes immer mehr stiegen, da Gregor XVI. mehrmals europäische Staaten um Waffenhilfe ersuchte. Er nahm nach Gregors Tod am Konklave von 1846 teil, in dem Pius IX. gewählt wurde. Als dienstältester Kardinalpriester war er ab 1863 Kardinalprotopriester. 1859 wurde Kardinal Tosti auch Kämmerer des Kardinalskollegiums, was er ein Jahr blieb. Von 1860 bis zu seinem Tod 1866 war er päpstlicher Bibliothekar.